# Ormosia larecajana
Ormosia larecajana är en ärtväxtart som beskrevs av Velva Elaine Rudd. Ormosia larecajana ingår i släktet Ormosia och familjen ärtväxter. Inga underarter finns listade i Catalogue of Life.